# Arsenie cel Mare
Arsenie cel Mare (n. 354 d.Hr., Roma, Imperiul Roman – d. 449 d.Hr., Memphis, Al Jizah, Egipt) a fost un eremit creștin născut la Roma într-o familie senatorială și stabilit în Egipt.

## Viața
Arsenie a urmat studii strălucite la Roma și a devenit atât de reputat încât împăratul Grațian și papa Inocențiu I l-au recomandat împăratului Teodosiu I cel Mare de la Constantinopol, la curtea căruia a deținut funcții importante, fiind și educatorul fiilor săi, viitorii împărați Arcadiu și Onoriu.
În anul 394 părăsește lumea elitistă de la curtea imperială și se retrage în taină în Egipt, unde se face călugăr în schit pe lângă Ioan cel Pitic și rămâne timp de aproape 40 de ani. După ce stă un timp la Petra, apoi în Canop (nu departe de Alexandria), părăsește definitiv Schitul după ce saracinii l-au devastat a doua oară în anul 434 și își petrece ultimii ani ai vieții la Troe (astăzi Tura, la 15 km sud-est de Cairo). A decedat în jurul anului 449.

## Sărbători
Arsenie cel Mare este considerat sfânt cuvios de către Biserica Ortodoxă și cea Catolică, și este sărbătorit la data de 8 mai, împreună cu apostolul și evanghelistul Ioan Teologul, respectiv pe 19 iulie.

## Arsenie și monahismul
Arsenie este una dintre figurile cele mai bine conturate ale Patericului egiptean. El reprezintă pentru tradiția monastică creștină unul din campionii fugii de lume și model râvnit de toți isihaștii.
Importanța lui Arsenie cel Mare pentru tradiția creștină este arătată și de faptul că deși este comemorat în aceeași zi cu apostolul și evanghelistul Ioan Teologul, slujba lui a fost păstrată și se cântă împreună cu a Apostolului.

## Arsenie în imnografia bizantină

### În Mineiul pe luna mai
În Mineiul pe luna mai, cuviosul Arsenie cel Mare are mai multe stihiri și un canon (al cărui autor este necunoscut).

### În Triod
Canonul Părinților din Sâmbăta brânzei îl pomenește pe Arsenie, alături de alți câțiva sfinți în mod particular importanți pentru spiritualitatea monastică creștină, cu aceste cuvinte: "Arsenie, îngere, puterea tăcerii (isihiei), roagă-te lui Hristos Dumnezeu pentru noi, păcătoșii!" (cântarea întâi a canonului).

## Izvoare vechi
Aproape tot ceea ce se știe despre Arsenie cel Mare provine din Patericul egiptean, colecția alfabetică a apoftegmelor, care a început să se formeze în secolul al V-lea.